# Rhagastis lambertoni
Rhagastis lambertoni là một loài bướm đêm thuộc họ Sphingidae. Nó được tìm thấy ở Madagascar.
Chiều dài cánh trước là 22–30 mm.